# Wu (De tio rikena)
Denna artikel handlar om den kinesiska staten under De fem dynastierna och De tio rikena (902–979) i Kinas historia. För staten under Vår- och höstperioden (770-481 f.Kr.), se Wu (stat). För staten under De tre kungadömena (220–280), se Östra Wu.
Wu (吴, Wú) var ett av de tio kungadömena i Kina under tiden för De fem dynastierna och De tio rikena. Riket grundades ur Tangdynastin år 902 och uppgick i Södra Tang 937. Rikets territorium motsvarar dagens Jiangsu och Anhui och även angränsande delar av Jiangxi och Hubei. Rikets grundare, Yang Xingmi, blev militär guvernör i Tangdynastin år 892 och fick titeln Prinsen av Wu 902.